# Étienne Guillet

Bischofswappen von Étienne Guillet

Étienne Patrick Christian Marie Guillet (* 28. Oktober 1976 in Abbeville, Département Somme) ist ein französischer römisch-katholischer Geistlicher und Bischof von Saint-Denis.

## Leben
Étienne Guillet engagierte sich in seiner Jugend bei den Scouts unitaires de France. Er erlangte zunächst einen Abschluss an der École des hautes études commerciales du nord. Danach leistete er im Rahmen eines Projektes der Pariser Mission einen zweijährigen Freiwilligendienst bei den Karen in Thailand. Von 2001 bis 2003 studierte er Philosophie und Katholische Theologie am Priesterseminar Saint-Sulpice in Issy-les-Moulineaux und von 2003 bis 2006 am Séminaire des Carmes in Paris. Guillet empfing am 25. Juni 2006 das Sakrament der Priesterweihe für das Bistum Versailles. Anschließend setzte er seine Studien am Institut Catholique de Paris fort und erwarb 2008 mit der von Michel Berder betreuten Arbeit Les épisodes de captivités des témoins dans les Actes des apôtres: lieux de la présence de Dieu et de la fécondité missionnaire („Die Gefangenschaften der Zeugen in der Apostelgeschichte: Orte der Gegenwart Gottes und der missionarischen Fruchtbarkeit“) ein Lizenziat im Fach Katholische Theologie.
Von 2007 bis 2012 war Guillet als Pfarrvikar in den Pfarreien des Pfarrverbands Mantes-Süd und als Jugendseelsorger im Dekanat Mantes-la-Jolie tätig, bevor er Pfarrvikar im Pfarrverband Houilles und Carrières-sur-Seine sowie Verantwortlicher für die katholische Bildungsarbeit im Bistum Versailles wurde. Von 2015 bis 2024 war er Pfarrer der Pfarrei Saint-Georges in Trappes sowie verantwortlicher Priester für die Schule Sainte-Marie und die Aumônerie de l’enseignement public („Seelsorge im öffentlichen Bildungswesen“, AEP) in Trappes. Ab 2024 war Guillet Pfarrer des Pfarrverbands Mantes-la-Jolie. Daneben wirkte er bereits ab 2008 als Gefängnisseelsorger in der Jugendstrafanstalt in Porcheville und ab 2015 auch als Zirkus- und Schaustellerseelsorger im Bistum Versailles. Zudem fungierte er ab 2019 als Bischofsvikar für die Caritas und die Missionsarbeit. Darüber hinaus gehörte er ab 2015 dem Bischofsrat des Bistums an. Ferner gründete Guillet gemeinsam mit anderen Priestern die Fraternité Missionnaire des Cités („Missionsbruderschaft der Vorstädte“).
Am 15. November 2024 ernannte ihn Papst Franziskus zum Bischof von Saint-Denis. Der Erzbischof von Paris, Laurent Ulrich, spendete ihm am 16. Februar 2025 in der Kathedrale von Saint-Denis die Bischofsweihe; Mitkonsekratoren waren der Erzbischof von Straßburg, Pascal Delannoy, und der Bischof von Versailles, Luc Crépy CIM. Sein Wahlspruch Ma puissance se déploie dans la faiblesse („Meine Kraft entfaltet sich in der Schwachheit“) stammt aus 2 Kor 12,9 .